# Vinialesaurus

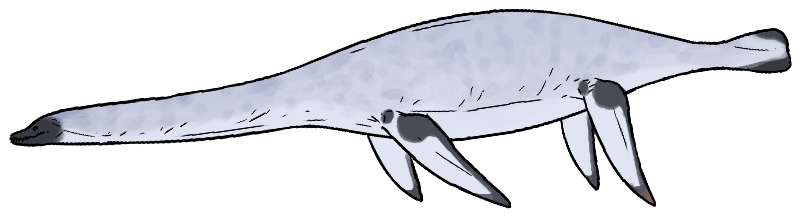
Vinialesaurus caroli

Vinialesaurus is een geslacht van de Plesiosauria dat tijdens de middelste Jura leefde in het gebied van het huidige Cuba. De enige benoemde soort is Vinialesaurus caroli.

## Vondst en naamgeving
In de eerste helft van de twintigste eeuw voerde Carlos de la Torre y Huerta als een der eersten paleontologische opgravingen uit op Cuba. Gewervelde fossielen werden vrijwel zonder uitzondering gevonden in het westen van het eiland, in de gebergten van de Sierra de los Organos en Sierra del Rosario, bij Viñales. In 1949 benoemden Ricardo de la Torre en Luis E. Rojas een aantal fossielen als een soort en twee ondersoorten van Cryptocleidus. Het is een teken van het amateurisme dat de Cubaanse paleontologie in die periode kenmerkte dat ze dachten dat het dan om Ichthyosauria ging; in feite is Cryptocl(e)idus een plesiosauriër.
De soort was Cryptocleidus? cuervoi, genoemd naar de ontdekster America Ana Cuervo. Het vraagteken duidt aan dat men zelf niet al te zeker was van de toewijzing. Er zijn twee problemen met deze soort. Het typemateriaal, twee wervels, heeft geen inventarisnummers en is daarbij zoek. Afgaande op de gepubliceerde beschrijving is het niet diagnostisch te onderscheiden van andere plesiosauriërs en dus een nomen dubium.
De eerste ondersoort was Cryptocleidus? cuervoi quesadai, gebaseerd op losse wervels met als inventarisnummer MNHNH P3007 gevonden door Julio de Quesada. Ook dit is een nomen dubium.
De tweede ondersoort is Cryptocleidus? cuervoi caroli; gebaseerd op specimen MNHNH P3008, een schedel gevonden door Carlos de la Torre zelve, wiens naam gelatiniseerd werd tot Carolus. Dit exemplaar is duidelijk wel te determineren, maar het bleef lang de vraag wat dan de uitkomst van dit proces zou moeten zijn. Samuel Paul Welles meende in 1962 dat het niet te onderscheiden was van Muraenosaurus. In 1991 en 1992 werd het specimen geprepareerd bij het American Museum of Natural History; dat had al sinds 1908 banden met Cuba sinds opgravingen door Barnum Brown. De Pool R. Myczyfiski had al vastgesteld dat ammonieten die aan het stuk verbonden waren gedetermineerd konden worden als Perisphynctes sp., Perisphynctes (Antilloceras) sp., Discosphynctes sp. en een Discosphynctes aff. Discosphynctes aguayoi. De schelpdieren werden verwijderd en Manuel Iturralde-Vinent en Mark Allen Norell konden in 1996 concluderen dat het fossiel toch nauwer verwant was aan Cryptocleidus. Het zou zeer wel een aparte soort kunnen zijn, maar ze wezen erop dat die dan niet Cryptocleidus? cuervoi caroli mocht heten want dat was een nomen dubium en enig verband met die soort of de andere ondersoort viel niet te bewijzen. De soortnaam zou dus voorlopig Cryptoclidus caroli De la Torre & Rojas 1949 moeten zijn tot wellicht een eigen geslacht benoemd zou worden. Men koos dus in 1996 voor de spelling Cryptoclidus in plaats van Cryptocleidus en citeerde die naam voor zover men de publicatie uit 1949 aanhaalde daarom als Cryptocleidus (sic) om aan te geven dat men niet zelf per abuis zo spelde.
In 2002 werd Vinialesaurus caroli benoemd door Zulma Gasparini, Nathalie Bardet en Manuel Iturralde-Vinent. De geslachtnaam verwijst naar de Viñales-vallei. De soortaanduiding eert Carlos de la Torre. De typesoort is de oorspronkelijke Cryptocleidus? cuervoi caroli.
Het holotype, MNHNCu P3008, is ergens tussen Laguna de Piedra en La Palma, in de Sierra de Los Organos, Pinar del Río, gevonden in de Jagua Vieja-afzetting van de Jaguaformatie die dateert uit het middelste tot laatste Oxfordien, rond de 160 miljoen jaar oud. Het bestaat uit de voorkant van schedel en onderkaken, alsmede een atlas en draaier, de eerste twee halswervels. Die werden aan de achterkant van de schedel aangetroffen bij de latere preparatie in New York.

## Beschrijving

### Grootte en onderscheidende kenmerken
De kop is ongeveer twintig centimeter lang. Gregory S. Paul schatte in 2022 de lichaamslengte op 3,5 meter, het gewicht op 250 kilogram.
De beschrijvers stelden verschillende onderscheidende kenmerken vast. Twee ervan zijn autapomorfieën, unieke afgeleide eigenschappen. De interne neusgaten, de choanae, zijn groot en worden ieder overdwars in tweeën gedeeld door een beenbalk gevormd door de ploegschaarbeenderen en bovenkaaksbeenderen, waaronder (bedoeld wordt: verticaal erboven) ze weer samenvloeien. De ploegschaarbeenderen zijn vooraan afgerond in plaats van V-vormig.
Daarnaast is er een unieke combinatie van op zich niet unieke kenmerken. Het voorhoofdsbeen heeft een zijwaartse tak boven de oogkas. De neusgaten en oogkassen zijn groot. Het jukbeen staat verticaal en is klein. De voorste holten tussen de pterygoïden ontbreken. De ornamentering van het tandglazuur is beperkt.

### Skelet
De kop is kort en gedrongen, een basaal kenmerk gedeeld met Tricleidus. De snuit is laag met een hol profiel in zijaanzicht. Overdwars is de snuit sterk bol gekromd. Hij is spits in bovenaanzicht. Hij draagt geen kam; aan weerszijden liggen twee ruwe troggen. De snuit is nauwelijks ingesnoerd op de grens tussen praemaxilla en bovenkaaksbeen. Het bovenkaaksbeen is verticaal laag. Het heeft een klein uitsteeksel onder de oogkas. Het neusgat is groot, een typisch cryptocleidide kenmerk. Datzelfde geldt voor het vermoedelijke ontbreken van een prefrontale; in ieder geval is er geen beennaad zichtbaar. De voorhoofdsbeenderen zijn breed. De oogkas is groot met twee derden van de schedellengte in plaats van de gebruikelijke helft. De oogkas is peervormig en staat schuin naar boven gericht. Het jukbeen is slank en L-vormig, onderaan naar voren verbreed. Het schedeldak wordt doorboord door een foramen pineale.
In het verhemelte steken de ploegschaarbeenderen, overdwars bol gekromd, onder de bovenkaaksbeenderen uit. Ze zijn ook achteraan afgerond. De interne neusgaten worden ieder in twee gedeeld door een afgeronde beenbalk; de gaten hebben echter hoger een contact tussen hun voorste en achterste gat. Het voorste is ovaal, het achterste rond. Andere plesiosauriërs hebben ook meer foramina in het verhemelte, maar die zijn altijd kleiner en liggen dan in een aparte groeve; zulke groeven ontbreken bij Vinialesaurus. Het bovenkaaksbeen raakt het interne neusgat, een basaal kenmerk; bij Cryptoclidus wordt de maxilla van de choana gedrongen door het verhemeltebeen. Terwijl de voorste holten tussen de pterygoïden ontbreken, zijn de achterste juist groot.
De praemaxilla draagt vijf tanden (een basaal kenmerk gedeeld met Tricleidus), het bovenkaaksbeen minstens elf. De voorste vijf maxillaire tanden zijn groter. Het dentarium van de onderkaak draagt zeventien tanden. Ook hier zijn de eerste vijf tanden groter. De tanden zijn kegelvormig, spits en iets naar achteren gebogen. Ze staan schuin naar voren en buiten. Het glazuur is bedekt met dunne groeven die dicht op elkaar liggen, een afgeleid kenmerk gedeeld met Cryptoclidus.
De atlas heeft een driehoekig profiel in vooraanzicht met een duidelijke toegeknepen kam aam de onderzijde. Het doornuitsteeksel van de atlas is groot en hoog, met twee derden van de hoogte van het wervellichaam. Onder het uitsteeksel ligt een rond ruggenmergkanaal, van het centrum gescheiden door een foramen. De zijuitsteeksels zijn kort.

## Fylogenie
Vinialesaurus is in de Cryptoclididae geplaatst, in een basale positie, boven Tricleidus.